# Międzynarodowe Biennale Architektury w Wenecji
Międzynarodowe Biennale Architektury w Wenecji – wydarzenie wystawiennicze poświęcone architekturze, odbywające się od 1980 co dwa lata w Wenecji.

## Historia
Wystawa Architektury pojawiła się na Biennale Sztuki w Wenecji w 1975 roku jako rozszerzenie sektora sztuk wizualnych (tzw. "Rok zerowy"). Autonomia wystawy architektonicznej została ustanowiona podczas czteroletniej kadencji prezesa Fundacji La Biennale Giuseppe Galassa (1979-1982), który mianował Paola Portoghesiego, kuratorem I edycji Międzynarodowej Wystawy Architektury w 1980 roku. Od tej pory, aż do 2020 roku, Biennale Architektury odbywało się przemiennie z Biennale Sztuki, organizowanym w latach nieparzystych. Potocznie, starsze biennale poświęcone sztukom wizualnym nazywane jest "Dużym Biennale", a Biennale Architektury odpowiednio "Małym Biennale", choć obie imprezy odbywają się w tych samych głównych przestrzeniach wystawienniczych i trwają po ok. 6 miesięcy.

## Polska na Biennale Architektury
Po raz pierwszy Polska wzięła udział w V edycji Biennale Architektury w 1991 roku. Komisarzem wystawy polskiej był Aleksander Wojciechowski. W wystawie wzięły udział dwa studia architektoniczne: Dom i Miasto ’84 (Czesław Bielecki, Jerzy Heymer, Maria Twardowska) i Atelier2 (Konrad Kucza-Kuczyński, Andrzej Miklaszewski). 
XI edycja wystawy pt. „Out There: Architecture Beyond Building” odbyła się w 2008 roku. Wystawa w Pawilonie Polskim pt. „Hotel Polonia. The Afterlife of Buildings/Budynków życie po życiu” (kuratorzy: Grzegorz Piątek, Jarosław Trybuś, artyści: Nicolas Grospierre, Kobas Laksa) otrzymała główną nagrodę Złotego Lwa dla najlepszej wystawy narodowej. W 2012 roku w Pawilonie Polskim prezentowano projekt Katarzyny Krakowiak i kuratora Michała Libery „Making the Walls Quake as if They Were Dilating with the Secret Knowledge of Great Powers”. Polska prezentacja otrzymała specjalne wyróżnienie międzynarodowego Jury Biennale, które w swoim uzasadnieniu podało „przypomina odbiorcy o wadze dźwięku i słuchania architektury w doświadczaniu tego, co wspólne".